# The Brothers Four
The Brothers Four — американский музыкальный коллектив, образованный в 1957 году.

## История
Группа была образована в 1957 году. Её первые участники — Боб Флик, Джон Пейн, Дик Фоли и Майк Киркланд — встретились в университете Вашингтона.
В 1959 году группа подписала контракт со звукозаписывающей компанией Columbia Records. В репертуаре коллектива много народной музыки. The Brothers Four известна как одна из групп в музыкальном движении фолк-ривайвл.
Наиболее известные композиции: «Greenfields» (1960, кавер песни группы The Easy Riders; авторы Фрэнк Миллер, Ричард Дер, Терри Гилкисон), достигшая второго места в Billboard Hot 100 и лидирующих мест в национальных чартах[каких?], и «The Green Leaves of Summer» из фильма «Форт Аламо», номинированная на премию «Оскар». Песню «Greenfields» со словами Роберта Рождественского под названием «Город детства» исполняла Эдита Пьеха.

## Состав группы
В настоящее время участниками группы являются:
- Боб Флик — бас-гитара, продюсер, аранжировщик
- Марк Пирсон — гитара, банджо (с 1969 по 1971, с 1989 по настоящее время)
- Майк Маккой
- Карл Олсен

### Бывшие участники
- Джон Пейн — гитара
- Майк Киркланд — гитара, банджо (с 1957 по 1969 год)
- Дик Фоли — гитара (с 1957 по 1990 год)

## Дискография

### Альбомы
- 1960 — The Brothers Four
- 1960 — Rally’Round
- 1961 — B.M.O.C. (Best Music On/Off Campus)
- 1961 — Roamin
- 1961 — The Brothers Four Song Book
- 1962 — The Brothers Four: In Person
- 1962 — The Brothers Four Greatest Hits
- 1963 — Cross-Country Concert
- 1963 — The Big Folk Hits
- 1964 — More Big Folk Hits
- 1964 — Sing Of Our Times
- 1965 — The Honey Wind Blows
- 1965 — By Special Request
- 1966 — Try To Remember
- 1966 — A Beatles' Songbook
- 1966 — Merry Christmas
- 1969 — Four Strong Winds

### Синглы
- 1960 — «Greenfields»
- 1960 — «My Tani»
- 1960 — «The Green Leaves of Summer»
- 1961 — «Frogg»
- 1962 — «Blue Water Line»
- 1963 — «Hootenanny Saturday Night»
- 1965 — «Try to Remember»
- 1966 — «I’ll Be Home for Christmas»